# Hinduismo en el Sudeste Asiático

El símbolo "Om" en Devanagari.

El hinduismo en el Sudeste Asiático tiene un profundo impacto en el desarrollo cultural de la región y su historia. A medida que se introdujeron las escrituras indicadoras de la India y Nepal, los pueblos del sudeste asiático entraron en el período histórico produciendo sus primeras inscripciones alrededor de los siglos I a V de nuestra era. Hoy en día, los únicos hindúes practicantes en el sudeste asiático que no son indios de ultramar son las minorías balinesa y tenggerese en Indonesia, y la minoría cham en Camboya y el sur de Vietnam.
La civilización hindú también transformó y dio forma a la construcción social y al estado de la política regional del sudeste asiático. Mediante la formación de reinos indianizados, los pequeños sistemas de gobierno indígenas dirigidos por pequeños caciques se transformaron en grandes reinos e imperios dirigidos por un maharajá con un concepto estatal similar al de la India. Dio origen a la antigua civilización Champa en las partes meridionales de Vietnam central, al reino de Funán en Camboya, al imperio Jemer en Indochina, al Langkasuka y al Kedah en la Península Malaya, al imperio Srivijaya en Sumatra, al reino de Medang, Singhasari y al imperio Majapahit con sede en Java, Bali y partes del archipiélago filipino. La civilización de la India influyó en los idiomas, las escrituras, la tradición escrita, las literaturas, los calendarios, el sistema de creencias y los aspectos artísticos de estos pueblos y naciones.

## Historia

### Época antigua

Expansión del hinduismo en el sudeste asiático.

Los indios eruditos escribieron sobre el reino hindú Dwipantara o Jawa Dwipa en Java y Sumatra alrededor del 200 a. C. «Yawadvipa» se menciona en la primera epopeya de la India, el Ramayana. Sugriva, el jefe del ejército de Rama, envió a sus hombres a Yawadvipa, la isla de Java, en busca de Sita.
El reino indianizado de Tarumanagara se estableció en Java Occidental alrededor del año 400, y fue una de las primeras inscripciones de la historia de Indonesia. Hubo una marcada influencia budista a partir del año 425 en la región. Alrededor del siglo VI, el reino indianizado de Kalinga se estableció en la costa norte de Java Central. El nombre del reino se derivó de la costa oriental de Kalinga de la India. Estos pueblos marineros del sudeste asiático se dedicaban al comercio extensivo con la India y China. Lo que atrajo la atención de los mongoles, chinos y japoneses, así como de los comerciantes islámicos, que llegaron a la zona de Aceh en Sumatra en el siglo XII. 
Los ejemplos de la influencia cultural hindú que se encuentran en todo el sudeste asiático deben mucho al legado de la dinastía Chola. Por ejemplo, el gran complejo de templos de Prambanan en Indonesia exhibe varias similitudes con la arquitectura del sur de la India.
Según la crónica malaya Sejarah Melayu, los gobernantes del sultanato de Malaca afirmaban ser descendientes de los reyes del imperio Chola. El gobierno Chola es recordado en Malasia, ya que muchos príncipes tienen nombres que terminan con Cholan o Chulan, uno de ellos fue Raja Chulan, el Raja de Perak. La escuela de arte Chola también se extendió al sudeste de Asia e influyó en la arquitectura y el arte del sudeste de Asia.
Algunos estudiosos han señalado que las leyendas de Iksuaku y de Sumati pueden tener su origen en el mito del sudeste asiático del nacimiento de la humanidad de una calabaza amarga. En la leyenda de Sumati, la esposa del rey Sagara, cuenta que ella tuvo descendencia con la ayuda de una calabaza amarga.

### Era moderna

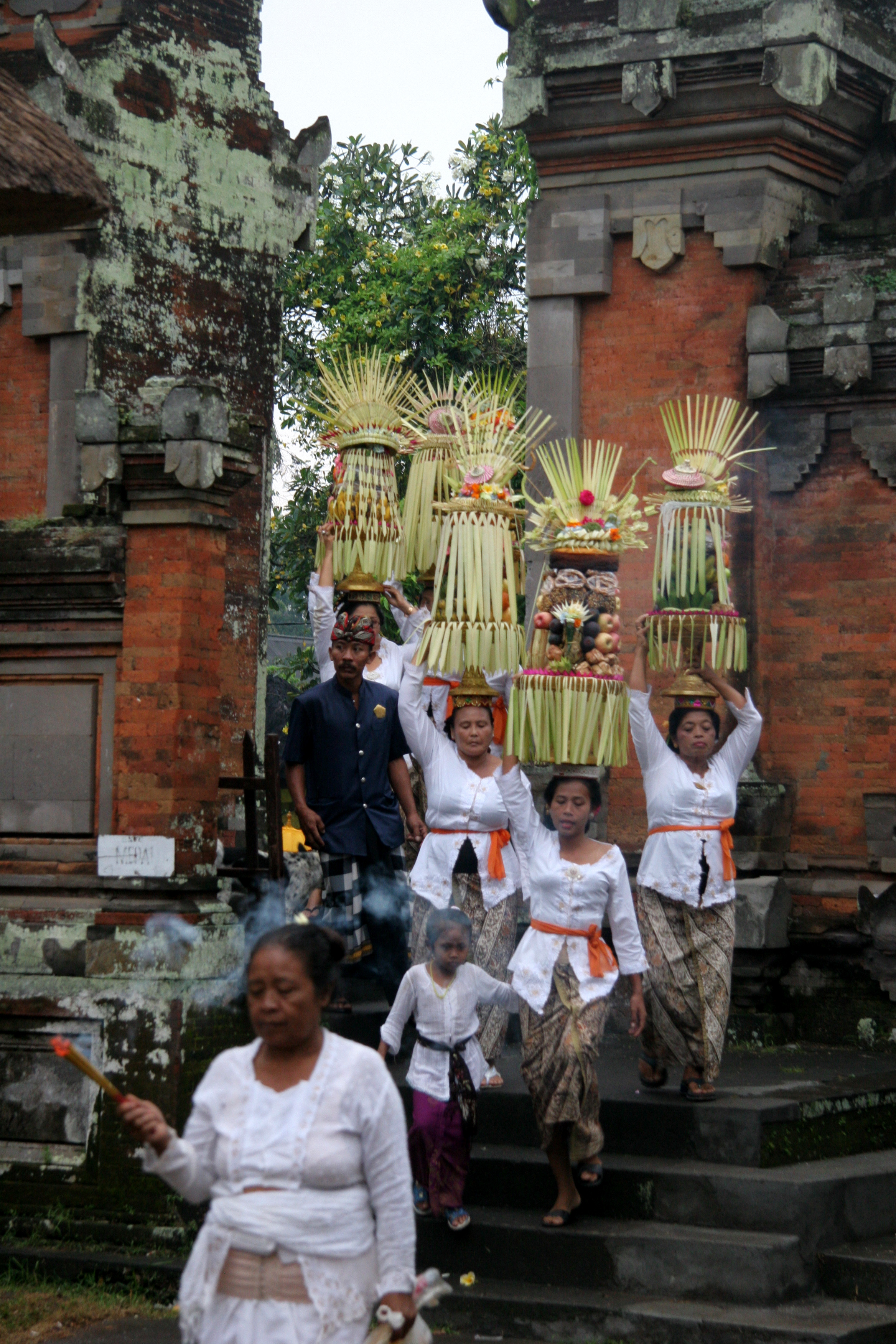
Ofrenda en un templo hindú balinés en Bali, Indonesia.

Hoy en día, siguen existiendo vibrantes comunidades hindúes en Malasia, Singapur, Tailandia, Medan (Indonesia) y Filipinas, principalmente debido a la presencia de indios, como los tamiles, que emigraron del subcontinente indio al Asia sudoriental en siglos pasados. Un aspecto notable del hinduismo tamil en el Asia sudoriental es el festival de Thaipusam, mientras que otros festivales religiosos hindúes, como el Diwali, son también muy observados por los hindúes de la región. En Tailandia y Camboya, los pueblos tailandeses y jemeres practicaban rituales y tradiciones hindúes junto con su fe budista, y los dioses hindúes como Brahma todavía son muy venerados.
En Indonesia, no únicamente las personas de ascendencia india practican el hinduismo; el hinduismo sigue sobreviviendo como la principal religión en Bali, donde los indonesios nativos, del pueblo balinés, se adhieren al Agama Hindu Dharma, una variante del hinduismo derivada de las antiguas tradiciones hindúes de Java-Bali desarrolladas en la isla durante casi dos milenios que a menudo incorpora elementos espirituales nativos. Además de los balineses, también se puede encontrar en Java un pequeño enclave de minorías hindúes javanesas, como en los alrededores de las cordilleras Tengger, cerca de los volcanes Bromo y Semeru, la Regencia Karanganyar en Java Central, y cerca de Prambanan, Yogyakarta. De manera similar, el hinduismo también se encuentra entre la minoría Cham en el sur de Vietnam y Camboya: al igual que los javaneses, la mayoría de ellos son musulmanes pero una minoría son hindúes. En otras partes de Indonesia, el término hindú Dharma se utiliza a menudo de manera general como una categoría para identificar las creencias espirituales nativas y las religiones indígenas, como el hindú Kaharingan, profesado por el pueblo Dayak de Kalimantan.

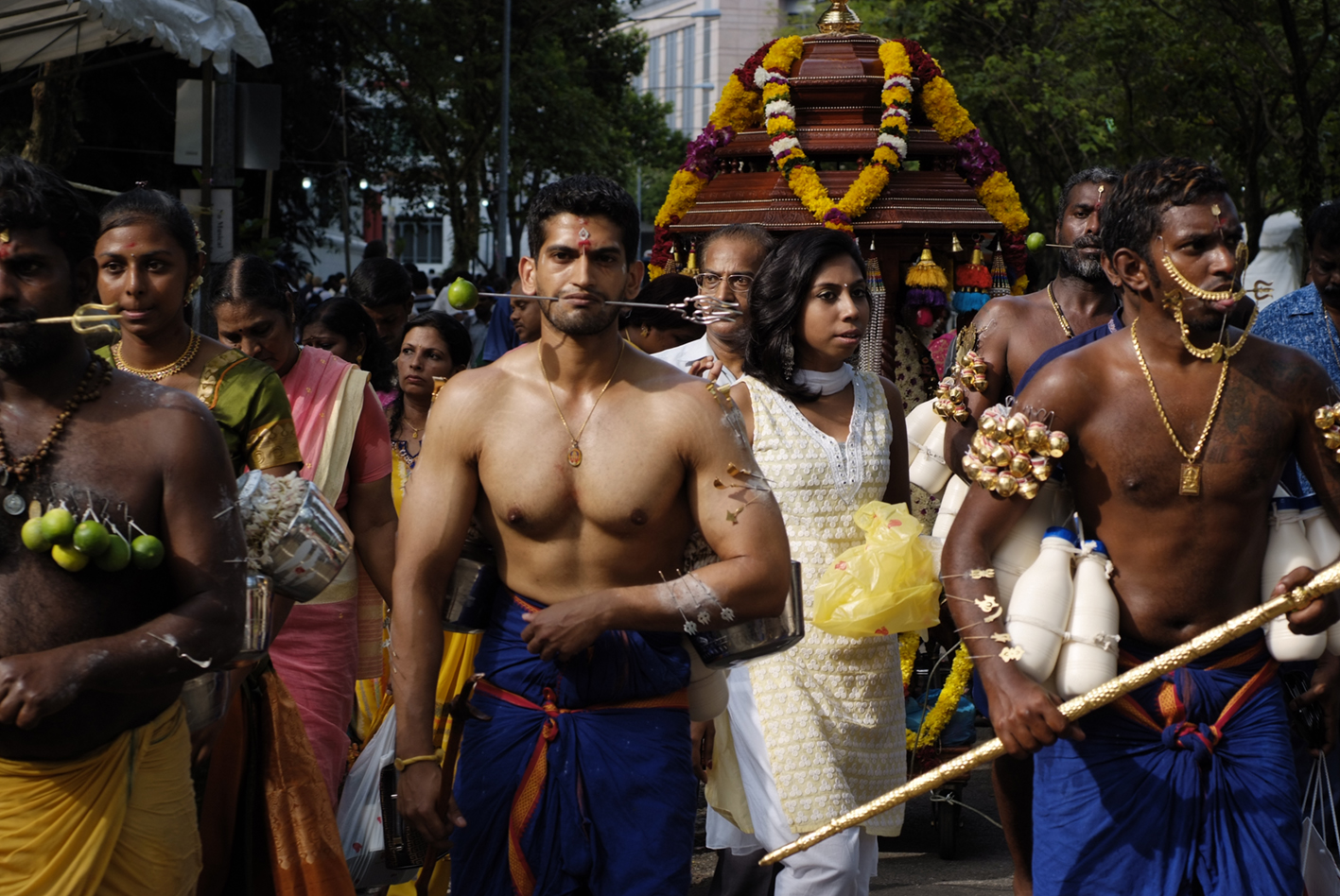
Devotos hindúes durante el festival Thaipusam en Singapur.

El resurgimiento del hinduismo en Indonesia se está produciendo en todas las partes del país. A principios del decenio de 1970, el pueblo Toraya de Célebes fue el primero en identificarse bajo el paraguas del hinduismo, seguido por los Karo Batak de Sumatra en 1977 y los Ngaju Dayak de Kalimantan en 1980. En un informe inédito de 1999, la Oficina Nacional de Estadística de Indonesia admitió que unas 100.000 personas se habían convertido oficialmente o «reconvertido» del islam al hinduismo en los dos decenios anteriores. El Ministerio de Asuntos Religiosos estima que en 2007 había por lo menos 10 millones de hindúes en Indonesia.
El crecimiento del hinduismo ha sido impulsado también por las famosas profecías javanesas de Sabdapalon y Jayabaya. Muchos conversos recientes al hinduismo habían sido miembros de las familias del PNI Sukarno, y ahora apoyan a Megawati Sukarnoputri. Este retorno a la «religión del Mayapajit» (hinduismo) es una cuestión de orgullo nacionalista.
Junto a los balineses indonesios, los balamon cham son los únicos hindúes nativos (no indios) que sobreviven en el sudeste asiático. En Vietnam hay aproximadamente 160.000 miembros de la minoría étnica Cham, la mayoría de ellos se adhieren al hinduismo mientras que algunos son musulmanes.

## Camboya

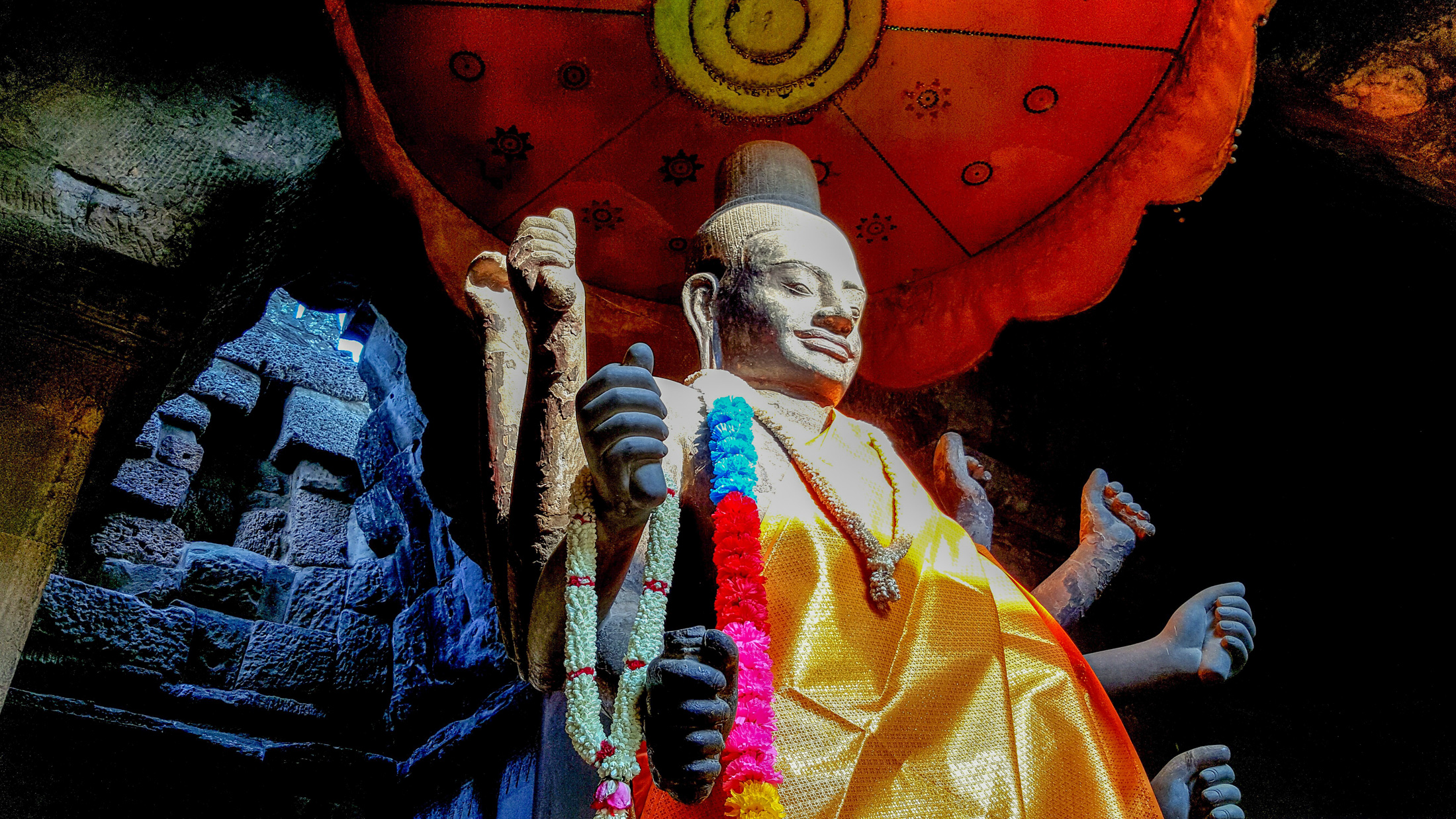
Estatua de Vishnu en Angkor Wat.

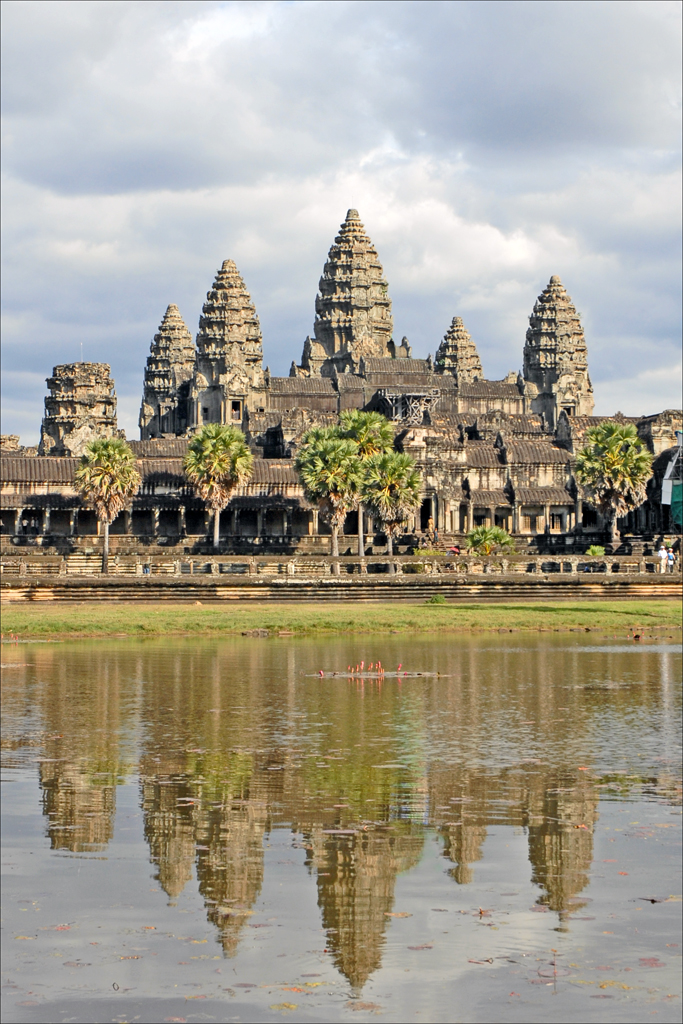
Angkor Wat, en Camboya, es uno de los cientos de templos hindúes antiguos en el sudeste asiático.

Camboya recibió la influencia del Hinduismo por primera vez durante el comienzo del Reino de Funan. El hinduismo era una de las religiones oficiales del Imperio jemer. Concretamente, era la más importante en popularidad, por delante del Budismo, y en Camboya se encuentra el templo sagrado de Angkor Wat, el templo hindú más grande del mundo. Inicialmente, el reino veneraba al hinduismo como la principal religión del estado. Vishnu y Shiva eran las deidades más veneradas, adoradas en los templos hindúes jemeres. Templos como Angkor Wat se conocen en realidad como Preah Pisnulok (Vara Vishnuloka en sánscrito) o el reino de Vishnu, para honrar al rey póstumo Suryavarman II como Vishnu. Las ceremonias y rituales hindúes realizados por los brahmanes (sacerdotes hindúes), normalmente únicamente se realizan entre las elites gobernantes de la familia del rey, los nobles y la clase dirigente. El imperio jemer desarrolló una sociedad compleja donde florecieron la cultura, el arte y la arquitectura sofisticados. El rey jemer y sus funcionarios estaban a cargo de la gestión de la irrigación y la distribución del agua, que consistía en una intrincada serie de infraestructuras hidráulicas, como canales, fosos y enormes depósitos llamados barays. La sociedad estaba organizada en una jerarquía que reflejaba el sistema de castas hindúes, en el que los plebeyos —agricultores de arroz y pescadores— constituían la gran mayoría de la población. Los kshatriyas —la realeza, los nobles, los señores de la guerra, los soldados y los guerreros— formaban una elite gobernante y las autoridades. Otras clases sociales incluían brahmanes (sacerdotes), comerciantes, artesanos como carpinteros y canteros, alfareros, metalúrgicos, orfebres y tejedores de textiles, mientras que en el nivel social más bajo se encontraban los esclavos. Los extensos proyectos de irrigación proporcionaban excedentes de arroz que podían servir de apoyo a una gran población. La religión del estado era el hinduismo pero influida por el culto a Devaraja, que elevaba a los reyes jemeres a la categoría de poseedores de la cualidad divina de dioses vivientes en la tierra, atribuida a la encarnación de Vishnu o Shiva. En política, este estatus se consideraba como la justificación divina del gobierno de un rey. El culto permitió a los reyes jemeres embarcarse en proyectos arquitectónicos masivos, construyendo majestuosos monumentos como Angkor Wat y Bayón para celebrar el gobierno divino del rey en la tierra.
Las religiones oficiales del imperio incluían el hinduismo y el budismo Mahāyāna hasta que el budismo Theravada prevaleció, incluso entre las clases más bajas, después de su introducción desde Sri Lanka en el siglo XIII. Desde entonces, el hinduismo disminuyó lentamente en Camboya, y finalmente fue reemplazado por el budismo Theravada como la mayor fe del reino. A pesar de esto, los rituales hindúes siguen jugando un papel importante en el reino. Como en la vecina Tailandia, la ceremonia de coronación es llevada a cabo principalmente por brahmanes reales, durante la cual el soberano jura ante los ídolos de los dioses Vishnu y Shiva mantener las antiguas tradiciones nacionales.

## Indonesia

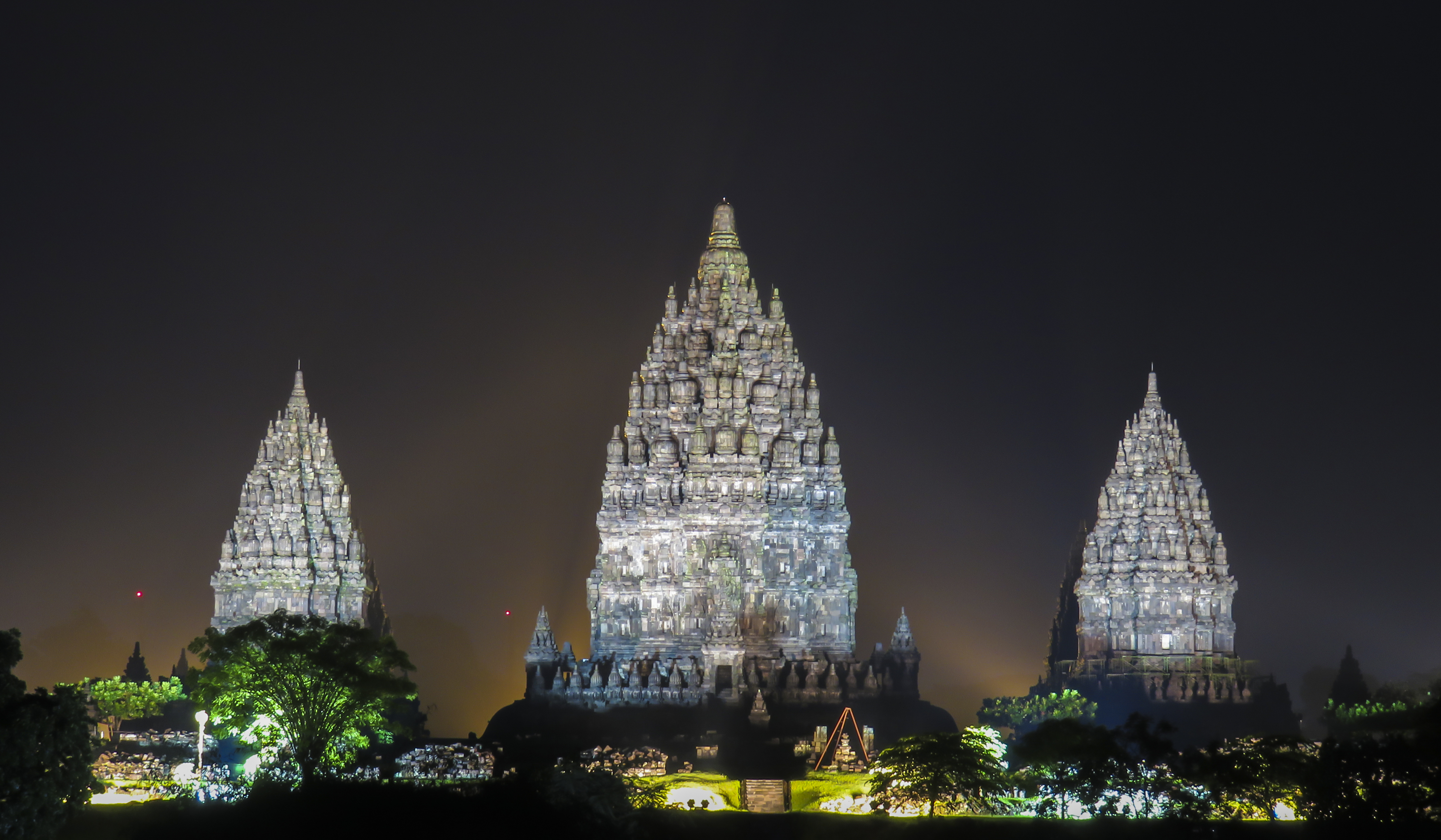
Las tres torres principales del complejo de templos de Prambanan Trimurti del.

En Indonesia, el hinduismo es practicado por el 1,7% de la población total. Los hindúes constituyen el 83,29% de la población de Bali y el 5,75% de la población de Kalimantan Central, según el censo de 2010. Sin embargo, entre los siglos IV y XV, el hinduismo y el budismo fueron adheridos por la mayoría de la población, junto con las creencias de animismo y dinamismo indígenas nativos que veneraban a los espíritus naturales y ancestrales. Para los siglos XV y XVI el Islam había suplantado al hinduismo y al budismo como religión mayoritaria en el archipiélago indonesio. La influencia del hinduismo ha dejado sus profundas huellas en la cultura de Bali, Java y Sumatra. Bali se ha convertido en el último remanente de la región que una vez fue dominada por los hindúes. Las influencias hindúes llegaron al archipiélago indonesio ya en el siglo I. En el siglo IV, el reino de Kutai en Kalimantan Oriental, Tarumanagara en Java Occidental, y Holing (Kalinga) en Java Central, fueron algunos de los primeros estados hindúes establecidos en la región. Los antiguos y notables reinos hindúes indonesios son Medang i Bhumi Mataram —famoso por la construcción del majestuoso templo de Trimurti en Prambanan del siglo IX—, seguido por el estado de Singhasari y el imperio mayapajit en el siglo XIV, el último y más grande entre los imperios javaneses hindú-budista.
Las civilizaciones hindúes han dejado su huella en la cultura de Indonesia. Las epopeyas Mahabharata y Ramayana, se convirtieron en tradiciones perdurables entre las formas de arte indonesias, expresadas en representaciones de danza y teatro de sombras wayang. Muchos nombres indonesios están basados en sánscrito y el bahasa indonesio contiene un montón de préstamos de origen sánscrito. El vehículo de Vishnu, Garuda, fue adoptado como emblema nacional de Indonesia, la idelogía Pancasila y como la aerolínea nacional llamada Garuda Indonesia.
El gobierno indonesio ha reconocido al hinduismo como una de las seis religiones oficialmente sancionadas del país, junto con el islam, el protestantismo, el catolicismo romano, el budismo y el confucianismo.
Las comunidades hindúes en Java tienden a concentrarse alrededor de los templos construidos (pura) o alrededor de los sitios de templos arqueológicos (candi) que están siendo reclamados como lugares de culto hindú. Un importante templo hindú en el este de Java es el Pura Mandaragiri Sumeru Agung, situado en la ladera del monte Semeru, la montaña más alta de Java. Otro templo hindú, construido en un sitio con restos arqueológicos menores atribuidos al reino de Blambangan, el último sistema de gobierno hindú en Java, y Pura Loka Moksa Jayabaya —en la aldea de Menang, cerca de Kediri—, donde se dice que el rey y profeta hindú Jayabaya logró la liberación espiritual (moksha). Otro sitio es el nuevo Pura Pucak Raung en Java Oriental, que se menciona en la literatura balinesa como el lugar desde donde Markandeia llevó el hinduismo a Bali en el siglo XIV.
Un ejemplo de resurgimiento en torno a los principales restos arqueológicos de antiguos templos hindúes se observó en Trowulan, cerca de Mojokerto, la capital del legendario imperio hindú Mayapajit. Un movimiento hindú local está luchando por obtener el control de un edificio de templo recién excavado que desean ver restaurado como un sitio de culto hindú activo. El templo será dedicado a Gajamada, el hombre al que se le atribuye la transformación del pequeño reino hindú de Mayapajit en un imperio. Aunque ha habido una historia más pronunciada de resistencia a la islamización en Java Oriental, las comunidades hindúes también se están expandiendo en Java Central cerca de los antiguos monumentos hindúes de Prambanan. Del 9 al 12 de noviembre de 2019, se celebró la gran ceremonia sagrada Abhiṣeka en este recinto del templo. Este ritual hindú se celebró por primera vez después de 1.163 años desde la fundación del templo de Prambanan en el 856. La ceremonia de Abhiṣeka tenía por objeto limpiar, santificar y purificar el templo, lo que significa que el templo no es solamente un sitio arqueológico y turístico, sino que también se ha restaurado su función original como foco de actividad religiosa hindú.

## Laos
El hinduismo representa menos del 0,1% de la población de Laos. Aproximadamente 7.000 personas de Laos son hindúes. La antigua Laos solía ser parte del imperio hindú jemer. El Vat Phou es una de las últimas influencias de ese período. La adaptación laosiana del Ramayana se llama Phra Lak Phra Lam.

## Malasia

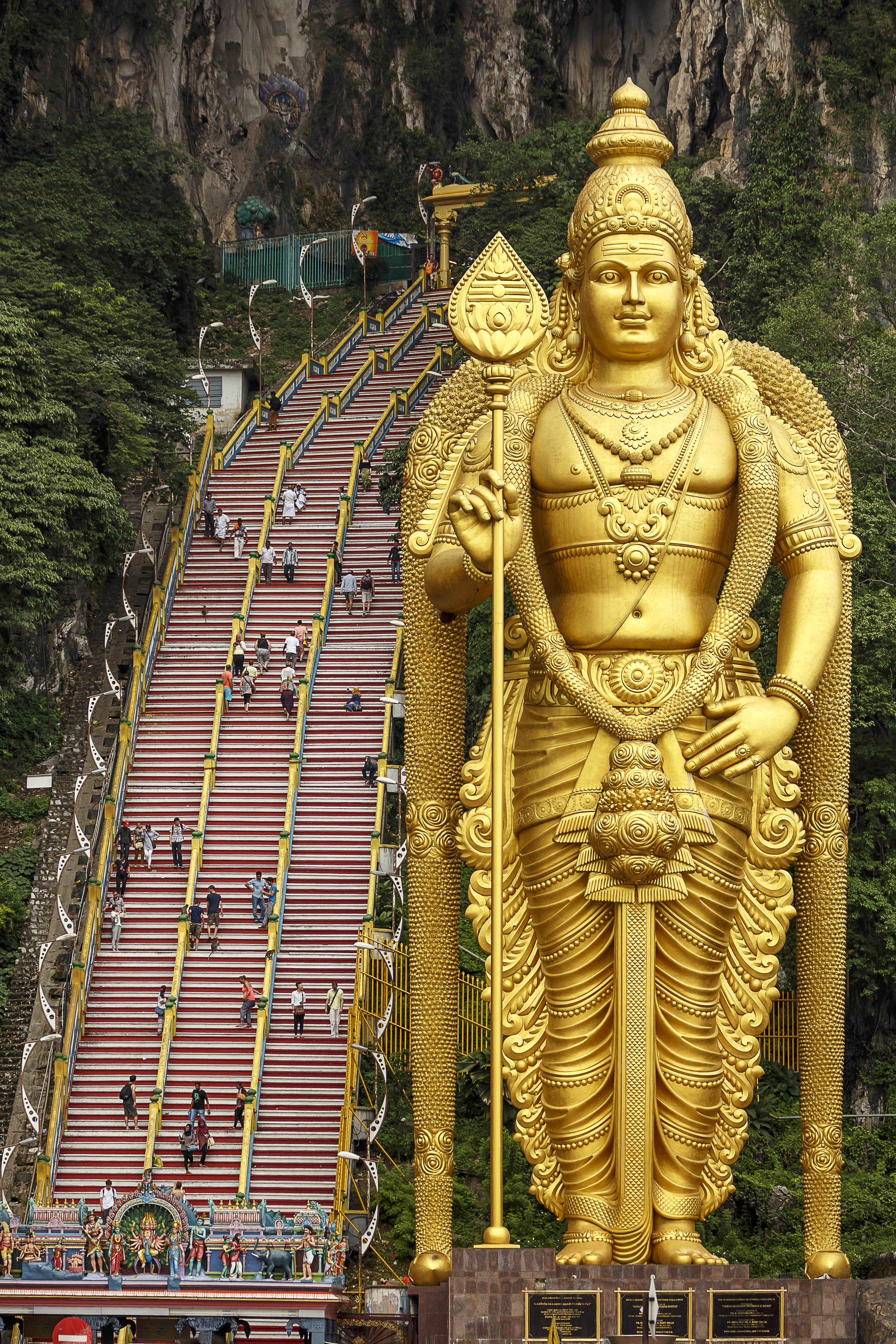
Estatua del dios hindú Murugan, junto las escaleras de entrada al templo de las Cuevas de Batu.

El hinduismo es la cuarta religión más importante de Malasia. Alrededor de 2,78 millones de residentes de Malasia (9,3% de la población total) son hindúes, según el censo de 2010 de Malasia.
La mayoría de los hindúes de Malasia están asentados en las partes occidentales de la península. Los hindúes y los budistas indios comenzaron a llegar a Malasia durante la época antigua y medieval. Un gran número de hindúes del sur de la India fueron traídos a Malasia por el imperio colonial británico durante los siglos XIX y XX, como trabajadores contratados para trabajar en las plantaciones de café y caña de azúcar y en la minería del estaño; más tarde fueron desplegados en gran número, junto con los budistas chinos, en las plantaciones de caucho. El sistema británico de reclutamiento kangani, concebido para reducir la rotación de la mano de obra y aumentar la estabilidad laboral, alentó a los trabajadores hindúes a reclutar amigos y familiares de la India para trabajar en las operaciones británicas en Malasia. El sistema kangani llevó a numerosos hindúes tamiles a Malasia a principios del siglo XX. En el decenio de 1950, alrededor del 12,8% de la población malaya se declaraba hindú.
Después de que Malasia se independizó del imperio colonial británico en 1957, declaró que su religión oficial del Estado era el Islam y adoptó una constitución discriminatoria, así como la Ley de sedición de 1971, que limitó el debate público sobre el tratamiento de la religión, el idioma y las políticas de ciudadanía de Malasia. En las últimas décadas, ha habido cada vez más informes de persecución religiosa de los hindúes, junto con otras religiones minoritarias, por parte de varios gobiernos estatales de Malasia y sus tribunales de la Sharia. Los templos hindúes construidos en propiedad privada, y construidos mucho antes de la independencia de Malasia, han sido demolidos por funcionarios del gobierno malayo en los últimos años. Desde la década de 1970, ha habido una emigración en gran escala de hindúes —junto con budistas y cristianos— de Malasia. 
Los hindúes de Malasia celebran el Diwali (festival de las luces), el Thaipusam (festival del señor Murugan), el Pongal (festival de la cosecha) y el Navratri (festival de Durga).

## Birmania

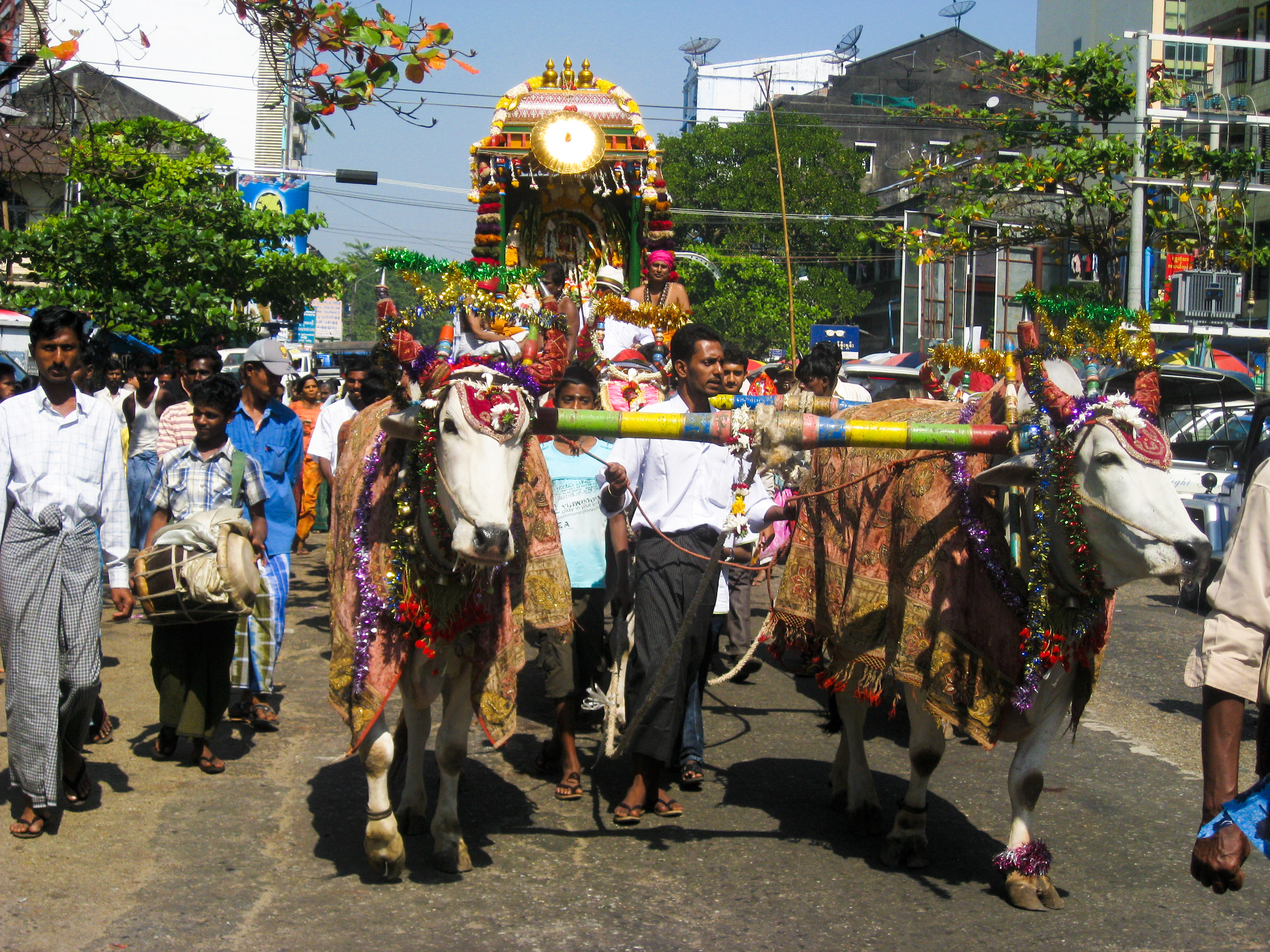
Una procesión hindú en in Rangún, Birmania.

El hinduismo en Birmania lo practican unas 840.000 personas, aunque no se dispone de datos censales fiables. La mayoría de los hindúes de Birmania son indios birmanos. En el Birmania moderno, la mayoría de los hindúes se encuentran en los centros urbanos de Rangún y Mandalay. Los antiguos templos hindúes están presentes en otras partes de Birmania, como el templo Nat Hlaung Kyaung del siglo XI dedicado a Vishnu en Bagan. El hinduismo en Birmania también ha sido influenciado por el budismo, y muchos templos hindúes de este país albergan estatuas de Buda.
Aspectos del hinduismo continúan en Birmania hoy en día, incluso en la cultura budista mayoritaria. Por ejemplo, se adora a Thagyamin, cuyos orígenes están en el dios hindú Indra. La literatura birmana también se ha enriquecido con el hinduismo, incluyendo la adaptación birmana del Ramayana, llamada Yama Zatdaw. Muchos dioses hindúes son igualmente adorados por muchos birmanos, como Sarasvati (conocida como Thuyathadi en birmano), la diosa del conocimiento, a la que se suele adorar antes de los exámenes; Shiva se llama Paramizwa; Vishnu se llama Withano, y otros. Muchas de estas ideas forman parte de treinta y siete Nat o deidades que se encuentran en la cultura birmana.

## Filipinas

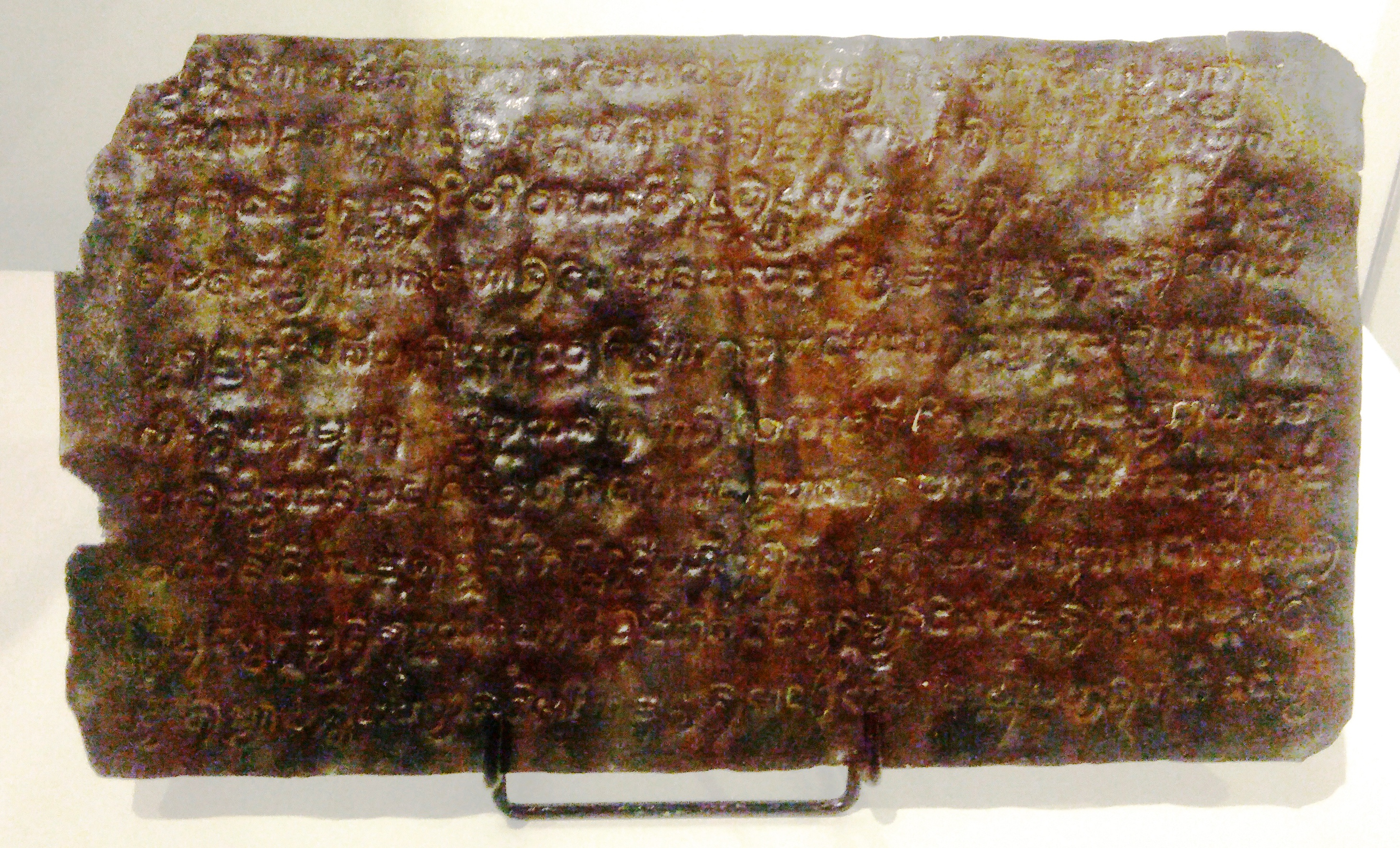
El primer documento encontrado en Filipinas, la Inscripción sobre cobre de Laguna (c. 900), muestra influencias hindúes en Filipinas.

Antes de la llegada de un comerciante árabe al archipiélago de Joló en 1450 y de Fernando de Magallanes, que navegó en nombre de España en 1521, los jefes de muchas islas filipinas se llamaban rajás, y la escritura se derivaba del brahmi. El karma, un concepto hindú, es entendido como parte de la visión tradicional del universo por muchos pueblos filipinos, y tiene contrapartidas como el kalma en el idioma pampango, y el gabâ en las lenguas bisayas. El vocabulario en todos los idiomas filipinos refleja las influencias hindúes. Se encuentra un número menor de seguidores del hinduismo hoy en día, el -1% de la población filipina con fecha del año 2020.
Hoy en día, hay un «Templo hindú» —al que sisten principalmente Sindhīs— en la calle Mahatma Gandhi y un «Templo sij indio Khalsa Diwan» —al que asisten principalmente sijs— en la Avenida de las Naciones Unidas. Ambos se encuentran en la zona Paco-Pandacan de la ciudad de Manila, el enclave tradicional indio, y están a unos 15 minutos a pie el uno del otro. Según las estimaciones, en la actualidad hay 22 gurudwāras en toda Filipinas, aunque la mayoría de los adherentes son indios, srilankeses y nepaleses. Hay varios grupos Hare Krishna (ISKCON) en el país que están ganando popularidad.

## Singapur

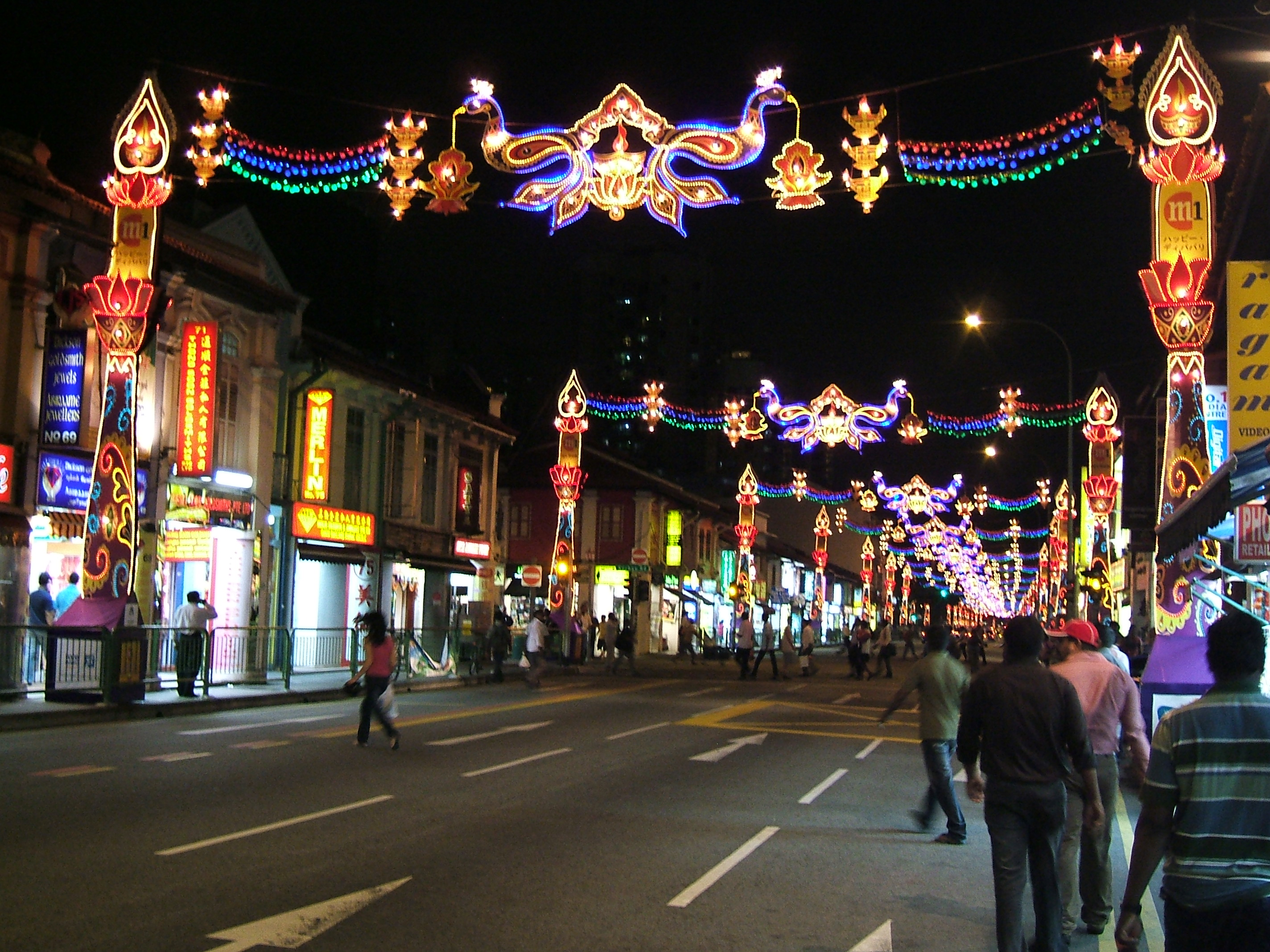
Diwali en Little India, Singapur.

La introducción del hinduismo en Singapur se remonta a principios del siglo X, durante el período Chola. Los inmigrantes del sur de la India, en su mayoría tamiles, llegaron como trabajadores de la Compañía Británica de las Indias Orientales, trayendo consigo su religión y cultura. Con su llegada se construyeron templos dravidianos en toda la isla y se inició una vibrante cultura hindú. El primer templo, el Templo Sri Mariamman en el Barrio Chino de Singapur. Actualmente hay unos treinta templos principales en Singapur, dedicados a varios dioses y diosas del panteón hindú. Dos organismos gubernamentales se ocupan de todos los asuntos hindúes: La Junta de Donaciones Hindúes y la Junta Asesora Hindú.
Los hindúes son una minoría en Singapur, que comprende alrededor del 10,1 por ciento de sus ciudadanos y residentes permanentes en 2010. Entre la población de 15 años o más, había unos 558.000 hindúes; el 37% de todos los hindúes de Singapur hablan tamil en casa, otro 42% habla inglés. Diwali o Deepavali es un importante día festivo hindú.

## Tailandia

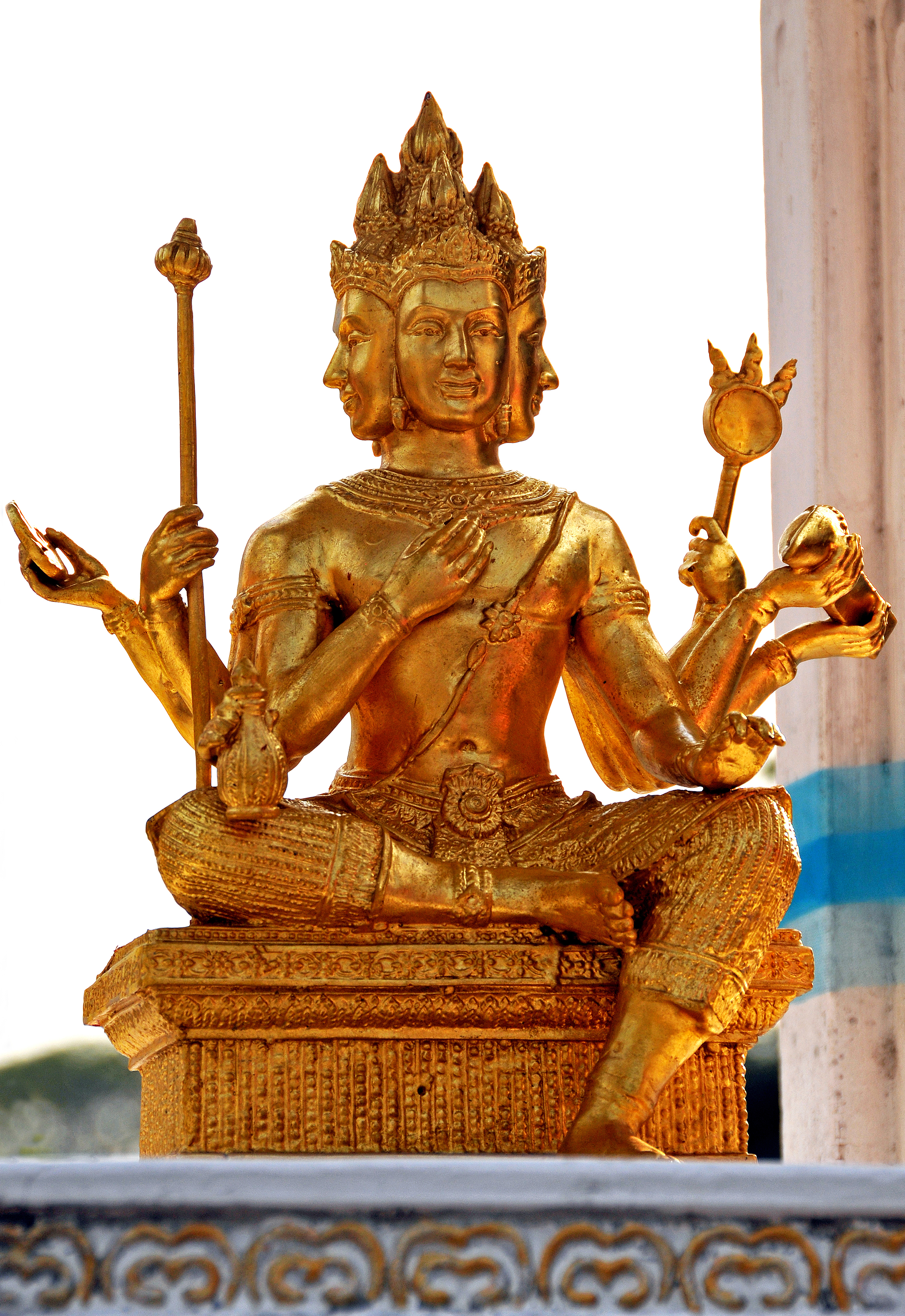
Un murti de Brahma en Bangkok, Tailandia.

Todavía permanecen hindúes en Tailandia. La mayoría se encuentran en las ciudades. En el pasado, la nación estuvo bajo la influencia del Imperio jemer, que tenía fuertes raíces hindúes. A pesar de que hoy en día Tailandia es una nación de mayoría budista, muchos elementos de la cultura y el simbolismo tailandeses demuestran las influencias y el patrimonio hindú. Por ejemplo, la epopeya popular, Ramakien, se basa en el Ramayana. El emblema nacional de Tailandia representaba a Garuda, el vájana de Vishnu.
La ciudad tailandesa, Ayutthaya, cerca de Bangkok, se llama así por Ayodhya, el lugar de nacimiento de Rama. Numerosos rituales derivados del brahmanismo se conservan en los rituales, como el uso de cuerdas sagradas y el vertido de agua de las conchas. Además, las deidades hindúes son adoradas por muchos tailandeses junto con el budismo, como Brahma en el famoso santuario de Erawan, y se encuentran estatuas de Ganesh, Indra y Shiva, así como numerosos símbolos relacionados con las deidades hindúes, por ejemplo, Garuda, un símbolo de la monarquía. Los relieves de las paredes de los templos, como el de Prasat Sikhoraphum, del siglo XII, cerca de Surin (Tailandia), muestran una Shiva danzante, con imágenes más pequeñas de Parvati, Vishnu, Brahma y Ganesha.
El Devasatán es un templo hindú establecido en 1784 por el rey Rama I. El templo es el centro del brahmanismo en Tailandia. Los brahmanes de la corte real operan el templo y realizan varias ceremonias reales por año.

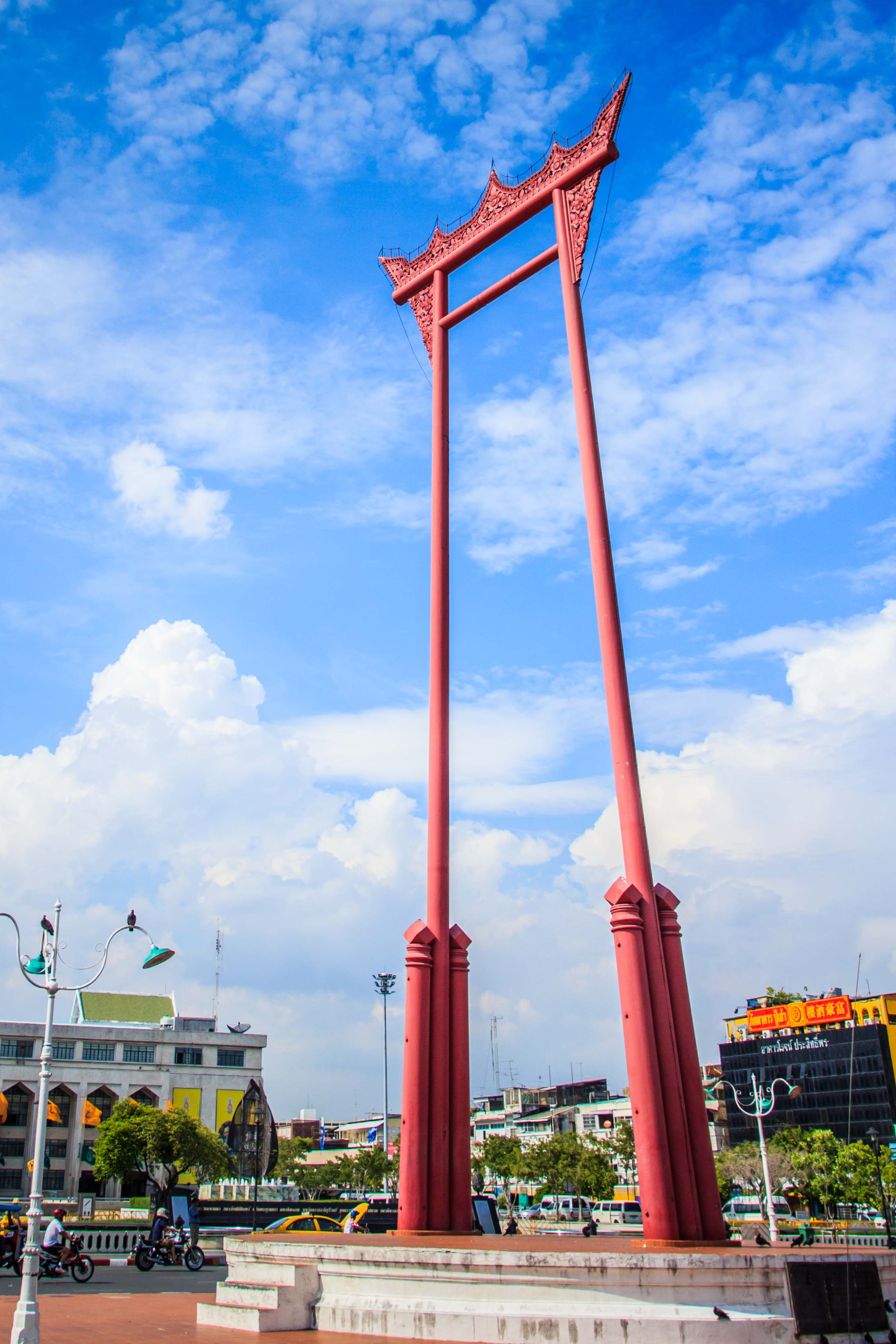
Columpio Gigante en Bangkok.

Una ceremonia anual de Columpio Gigante conocida como Triyampavai-Tripavai se celebró en las principales ciudades de Tailandia hasta 1935, año en que fue abolida por razones de seguridad, El nombre de la ceremonia se derivó de los nombres de dos cantos hindúes en lengua tamil: Thiruvempavai y Thiruppavai. Se sabe que en esta ceremonia se recitaban versos tamiles de Thiruvempavai —poeta pratu sivalai («abrir los portales del hogar de Shiva»)—, así como la ceremonia de coronación del rey tailandés. Según T.P. Meenakshisun el nombre del festival indica que Thiruppavai también se podía recitarse. La ceremonia de balanceo representaba una leyenda sobre cómo el dios creó el mundo. En el exterior de las tiendas, especialmente en las ciudades y zonas rurales, se encuentran estatuas de Nang Kwak como la deidad de la riqueza, la fortuna y la prosperidad —versión de Laksmí—.
La élite y la casa real suelen emplear a los brahmanes para marcar los funerales y las ceremonias de estado, como la «Ceremonia Real de Arado», para asegurar una buena cosecha. No se puede negar la importancia del hinduismo, aunque muchos de los rituales se han combinado con el budismo.
La élite y la casa real suelen emplear a los brahmanes para marcar los funerales y las ceremonias de estado, como la «Ceremonia Real de Arado», para asegurar una buena cosecha. No se puede negar la importancia del hinduismo, aunque muchos de los rituales se han combinado con el budismo.
La élite y la casa real suelen emplear a los brahmanes para marcar los funerales y las ceremonias de estado, como la «Ceremonia Real de Arado», para asegurar una buena cosecha. No se puede negar la importancia del hinduismo, aunque muchos de los rituales se han combinado con el budismo.

## Vietnam

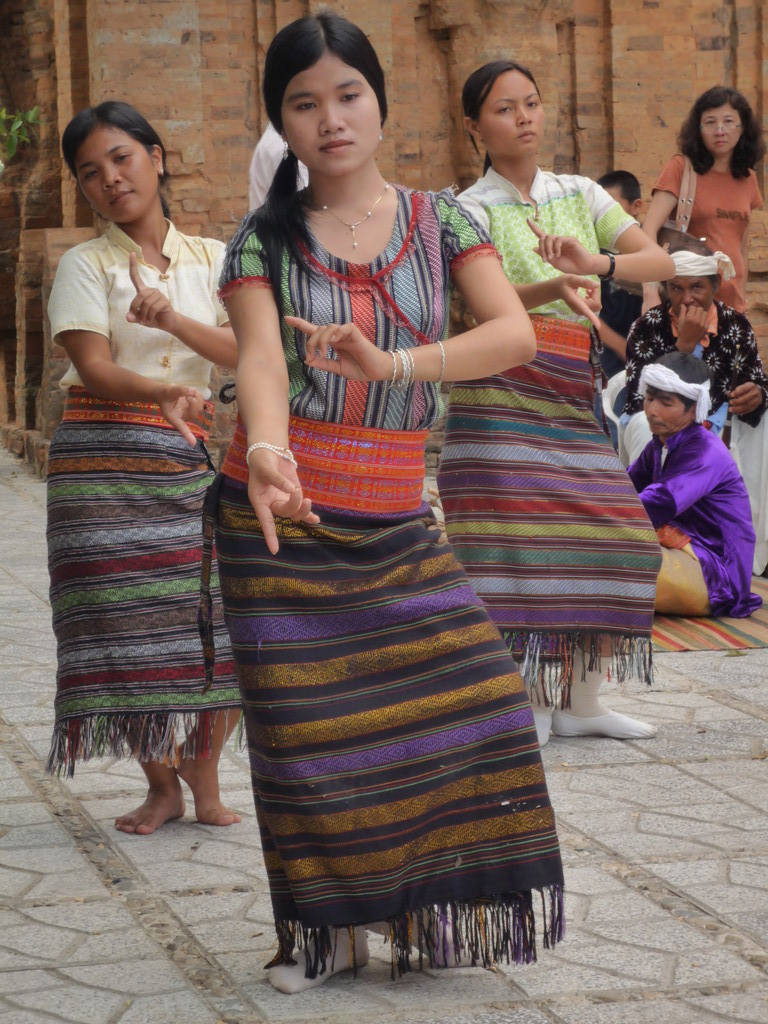
Bailarinas Cham en el templo Po Nagar.

La primera religión registrada del Champa fue una forma de hinduismo Shaiva, traída por mar desde la India. El hinduismo fue una religión importante entre el pueblo cham —junto con el budismo, el islam y las creencias indígenas— hasta el siglo XVI. Se construyeron numerosos templos dedicados a Shiva en la parte central de lo que hoy es Vietnam. El sitio arqueológico principalmente hindú Óc Eo en el delta del río Mekong en el sur de Vietnam, data del siglo VII y antes. La civilización Champa estaba situada en la parte más meridional de lo que hoy es Vietnam central, y era un reino hindú altamente indianizado, que practicaba una forma de hinduismo shaivita traído por mar desde la India. Mỹ Sơn, un complejo de templos hindúes en el centro de Vietnam construido por el pueblo cham sigue en pie aunque en ruinas en la provincia de Quảng Nam, en Vietnam. Desde el siglo XV, bajo el creciente reino vietnamita del norte, Champa fue conquistado y reducido como un sistema de gobierno. Los cham fueron absorbidos posteriormente por los vietnamitas y hoy en día son reconocidos como una de las muchas minorías étnicas de Vietnam.
Los Chams Balamon —brahmanes hindúes-chams— forman la mayoría de la población cham en Vietnam mientras que la mayor parte del resto son seguidores Cham Bani del Islam. Se considera que el término Balamon se deriva de Brahmin, sin embargo, otro estudio sugiere que se considera que el 70% desciende de la casta Kshatriya —pronunciado en idioma cham como «satrias»—, y afirman ser los descendientes del Imperio Champa. En cualquier caso, una proporción considerable de los Balamon hindúes-cham se consideran de la casta Brahmán. En el idioma cham los templos hindúes se llaman Bimong y los sacerdotes se llaman Halau Tamunay Ahier.
El número exacto de hindúes en Vietnam no se ha publicado en el censo del Gobierno, pero se estima que hay por lo menos 50.000 hindúes de Balamón, y otros 4.000 hindúes que viven en Ciudad Ho Chi Minh; la mayoría de ellos son de origen indio (tamil) o de ascendencia mixta indio-vietnamita. El templo de Mariamman es uno de los más notables templos hindúes tamiles de la Ciudad Ho Chi Minh. Las provincias de Ninh Thuan y Binh Thuan son donde reside la mayoría del grupo étnico cham (~65%) en Vietnam, según el último censo de población. Los Cham Balamon (cham hindú) en Ninh Thuan eran 32.000 en 2002 y habitaban en 15 de las 22 aldeas cham. Si esta composición de la población es típica de la población cham de Vietnam en su conjunto, entonces aproximadamente el 40% de los chams de Vietnam son hindúes. El hinduismo es practicado por la etnia cham de Vietnam, particularmente en la provincia de Ninh Thuận (22%) y de la Bình Thuận (4.8 %).